# She Will Be Loved
«She Will Be Loved» es el tercer sencillo del álbum debut de estudio de la banda estadounidense de pop rock Maroon 5, Songs About Jane. Lanzado en 2004, llegó al quinto puesto en la lista de éxitos de los Estados Unidos, convirtiéndose en el segundo sencillo de Maroon 5 en estar entre los diez primeros. También llegó a la cuarta posición en el Reino Unido. La canción llegó a ser número uno en Australia y se mantuvo en la cima durante cinco semanas consecutivas. Además alcanzó la segunda posición en América Latina siendo otra vez top 3 consecutivo. El sencillo se caracterizaba por su video musical, en el que aparece la estrella Kelly Preston. La canción es una de las más melódicas de la banda. En algunas versiones de la canción, como la lanzada en el Reino Unido, la letra de la canción fue cambiada, en lugar de una niña de 17 años fue una de 18.

## Video musical
El video musical de "She Will Be Loved" muestra a un joven (interpretado por el cantante Adam Levine), que termina enamorándose de la madre (interpretada por Kelly Preston), de su novia (interpretado por Corrine Carrey). El video musical se dijo que estaba inspirado en la película The Graduate de Dustin Hoffman, aunque la historia de la relación entre la madre y el joven se trata de una manera más simpática que en lugar de la humorística y un tanto amarga de la película. 
La trama es simple. Empieza con el personaje de Levine arrojándose a la piscina mientras se ven en el agua el reflejo de los ojos de la madre y la hija. Luego se muestra a Levine y su novia nadando y saliendo a la terraza mientras la suegra de Levine trata de atraer la atención de su marido. Levine y la suegra tienen contacto visual todo el tiempo, lo que hace saber que desde el principio ambos sentían atracción uno del otro.
Luego se ve entrando a Levine a un cuarto, quien encuentra a la mujer en el suelo, borracha y con el labial corrido; mientras la toma, se ven flashbacks de la pelea que tuvo con su marido. Trata de ayudarla, intentando limpiarle el labial, al momento que ella le da un beso, el cual él corresponde con mucha pasión. Después de aquel encuentro, su atracción es más fuerte, sin embargo hacen de cuenta que no existe. Continúan los flashbacks en donde Levine comienza su relación con su novia y la suegra los mira por la ventana, mientras que Levine y ella cruzaban miradas todavía en aquel entonces. Aparecen todos los integrantes de Maroon 5 tocando en un bar, mientras Levine baila con su novia, quien luce un vestido negro. Esta cambia a su madre haciendo creer que Levine abraza y muestra cariño a su novia cuando realmente solo piensa en su suegra. Después sigue cantando, mientras se imagina a su suegra mirándolo con un vestido rojo.
Por último se ve a Levine, su novia y sus dos suegros, sentados en la terraza. Levine se muestra muy cariñoso con su novia haciendo que su suegra se ponga celosa y reclame a su marido afecto, lo cual no sucede. Luego aparecen imágenes de flashbacks rápidas acerca de todo lo vivido con Levine, haciendo que la mujer se empiece a lamentar y sale del lugar, mientras es perseguida por Levine, quien la alcanza, la abraza y cuando estos están a punto de besarse, ambos voltean al ver que la hija los observaba.
Al igual que muchos otros videos, muchos asumen que el mismo coincide con la canción, pero esta abre con la frase 'Beauty queen of only 18' y, a continuación, el video muestra la forma en que el cantante está enamorado de una mujer en sus 40. Aunque puede interpretarse al decir que la mujer se siente como de 18 años, joven y con energía, y que sin embargo no recibe aprecio por parte de su marido, lo que la vuelve infeliz.
Producida por Oil Factory, "She Will Be Loved" ha sido dirigido por Sophie Muller.
Kelly Preston que hacía de la madre de la novia de Adam murió el 12 de julio de 2020.

## Lista de canciones
1. «She Will Be Loved»
2. «This Love» (Kanye West Remix)
3. «Closer» (Versión en vivo - Acústica)

### Sencillo en CD Europa
1. «She Will Be Loved» (Versión Álbum) (4:36)
2. «She Will Be Loved» (Versión en vivo - Acústica) (4:36)

## Posición en listas (2004)
| País           | Proveedor (es)                          | Posición |
| -------------- | --------------------------------------- | -------- |
| Alemania       | Germany Singles Chart                   | 25       |
| Australia      | ARIA                                    | 1        |
| Austria        | Austrian Singles Chart                  | 27       |
| Bélgica        | Belgian Singles Chart                   | 1        |
| Brasil         | Brazil Top 100 Singles                  | 3        |
| Europa         | European Top 20                         | 1        |
| Estados Unidos | Billboard Hot 100                       | 5        |
| Estados Unidos | Billboard Hot Adult Contemporary Tracks | 4        |
| Finlandia      | Finland Singles Chart                   | 5        |
| México         | Los 100+ pedidos del 2004               | 1        |
| Francia        | French Top 100 Singles                  | 6        |
| Irlanda        | Irish Singles Chart                     | 1        |
| Israel         | Israeli Singles Chart                   | 1        |
| Italia         | Italy Singles Chart                     | 3        |
| Nueva Zelanda  | New Zealand RIANZ Singles Charts        | 18       |
| Polonia        | Polish Singles Chart                    | 1        |
| Reino Unido    | UK Singles Chart                        | 4        |
| Sudáfrica      | South Africa Top 40                     | 3        |
| Suiza          | Swiss Singles Chart                     | 18       |
| Venezuela      | Venezuela Singles Chart                 | 2        |

| Predecesor: "My Place / Flap Your Wings" de Nelly | ARIA - Sencillo n.º 1 5 de septiembre de 2004 - 26 de septiembre de 2004 | Sucesor: "Out with My Baby" de Guy Sebastian |
| Predecesor: ""Out with My Baby" de Guy Sebastian  | ARIA - Sencillo n.º 1 10 de octubre de 2004                              | Sucesor: ""Out of the Blue" de Delta Goodrem |